# Битка при Улм
Битката при Улм е серия от малки сражения по време на Улмската кампания на Наполеон Бонапарт, свършили с капитулацията и пленяването на цялата австрийска армия.
През 1805 г. Великобритания, Австрия, Швеция и Русия създават Третата коалиция с цел да разбият Франция. Когато Бавария минава на страната на Наполеон, австрийците, общо 72 000 души под командването на генерал Карл Мак фон Лайберих, нахлуват на територията ѝ още докато руските им съюзници действат в Полша. Австрийците предполагали, че основните военни действия ще се водят в Северна Италия, а не в Германия, затова смятали за нужно само да защитят Алпите от френско нашествие.
Популярна история е, че тъй като австрийците вече били преминали на Грегорианския календар, а руснаците все още използвали Юлианския, те не можели да уговорят точни дати в кореспонденцията си, поради което австрийците започнали конфликт с Франция, преди руснаците да могат да дойдат. Това просто, но невярно обяснение за голямото закъснение на руската армия е наречено от учения Фредерик Кагейн „странен мит“.
Наполеон базирал 177 000 души от Великата армия в Булон, готови да нахлуят в Англия. Те тръгват на юг на 27 август и на 24 септември пресрещат силите на генерал Мак около Улм. Те са разположени в региона от Страсбург до Вайсенбург. На 7 октомври Мак научава, че Наполеон планира да обкръжи неговия десен флаг и да отреже пътя на руснаците, които се насочват към Виена. Той ненадейно сменя фронта, като поставя левия си фланг в Улм, а десния в Райн, но французите идват и пресичат Дунав в Нойбург.
Опитвайки се да се измъкне, Мак прави опит да пресече Дунав в Гюнцбург, но се сблъсква с френския Шести корпус в Елхинген, на 14-и. Австрийците загубват 2000 души и се завръщат в Улм. На 16 октомври Наполеон обкръжава цялата австрийска армия в града и три дни по-късно Мак се предава, заедно с 30 000 души, 18 генерали, 65 оръдия и 40 знамена.
20 000 души успяват да избягат, 10 000 са ранени или убити, а другите са пленени. Около 6000 французи са убити или ранени. По време на капитулацията Мак се представя на Наполеон като „нещастният генерал Мак“. Бонапарт се усмихва и отговаря „Аз ще върна на нещастния генерал неговия меч и свободата му, заедно с това, което трябва да предаде на своя император“. Франц II обаче не е толкова добър и подлага Карл на военен съд, който го осъжда на двугодишен затвор.
Улмската кампания става един от най-големите исторически примери за стратегическо обкръжаване.